# Alcatraz Hard Rock & Metal Festival
Das Alcatraz Hard Rock & Metal Festival ist ein jährlich im August stattfindendes Heavy-Metal-Festival in der belgischen Stadt Kortrijk. Das Festival fand erstmals im Jahre 2008 unter dem Namen Alcatraz Metal Festival als eintägige Hallenveranstaltung in der Konzerthalle Brielpoort in Deinze statt. Im Jahre 2013 zog das Festival nach Kortrijk um und erhielt seinen heutigen Namen. Seit 2014 findet das Festival an zwei Tagen und seit 2017 an drei Tagen statt.

## Bands

### 2008
Benedictum, Doro, Exodus, Legion of the Damned, The Lucifer Principle, Mortal Sin, Trenchfoot

### 2009
Agent Steel, The Difference, Helstar, Killer, The Lucifer Principle, Onslaught, Ross the Boss, Sanity´s Rage, Saxon, Spoil Engine, Testament, Virus IV

### 2010
Cirrha Niva, Demonica, Epica, Evile, Evil Shepherd, Gunslinger, Kreator, Lizzy Borden, Moonspell, Powerstroke, Pretty Maids, Raven

### 2011
After All, Anacrusis, Communic, Death Angel, Emperors of Decay, Forbidden, Guilty as Charged, Helloween, Helstar, Izegrim, U.D.O., Vicious Rumors, Where Angels Suffer

### 2012
Crimson Glory, Hell, Iced Earth, Immortal, Primordial, Testament, Warbringer

### 2013
Anthrax, Death Angel, Doro, Exodus, Fozzy, Nightwish, Satan, Vicious Rumors

### 2014
Arch Enemy, Avatar, Channel Zero, Cradle of Filth, Diablo Blvd, Four by Fate, Hellyeah, Lacuna Coil, Life of Agony, Marilyn Manson, Prong, Sacred Reich, Toxik, Twisted Sister, W.A.S.P., Xentrix

### 2015
Accept, Annihilator, Armored Saint, Behemoth, Carcass, D-A-D, Death Angel, Death to All, Moonspell, Nightwish, Overkill, Powerwolf, Queensrÿche, Sabaton, Michael Schenker’s Temple of Rock, Trivium, Venom, W.A.S.P., Wolf

### 2016
Airbourne, The Answer, Anthrax, Avantasia, Avatar, Candlemass, Children of Bodom, Devildriver, Exodus, Flotsam and Jetsam, Lita Ford, Korpiklaani, Kreator, Metal Church, Ministry, Soulfly, Thundermother, Triptykon, Twisted Sister, Whitesnake, Within Temptation

### 2017
Abbath, Amon Amarth, Asphyx, Blaas of Glory, Brant Bjork, Carnation, Death Angel, Denner/Shermann, Dirkschneider, Doro, Dr. Living Dead, Dyscordia, Enslaved, Evil Invaders, Ghost, Hell, High on Fire, I Am Morbid, Iced Earth, King Hiss, Korn, Krokus, Last in Line, Life of Agony, Monkey3, Moonspell, Obituary, Paradise Lost, Pretty Maids, Rage, Raven, Sacred Reich, Saxon, Sleep, Sweet Savage, Testament, Trivium, UFO, Venom, Wolves in the Throne Room

### 2018
Act of Defiance, Alcest, Alestorm, Amorphis, Armored Saint, The Atomic Bitchwax, Bark, Battle Beast, Behemoth, Birkit Park, The Black Dahlia Murder, Brides of Lucifer, Phil Campbell and the Bastard Sons, Cannibal Corpse, Crisix, Devildriver, Diablo Blvd, Dimmu Borgir, Epica, Exhorder, Fozzy, Gruesome, Helloween Pumpkins United, In Flames, Inglorious, Limp Bizkit, Ministry, Mr. Big, Municipal Waste, Orange Goblin, Orden Ogan, Pestilence, Primordial, Pro-Pain, The Quill, Ross the Boss, Satyricon, Sepultura, Dee Snider, Solstafir, Status Quo, Suicidal Angels, Ufomammut, Venom Inc.

### 2019
Alien Weaponry, Amenra, Anvil, Avantasia, Avatar, Bury Tomorrow, Carnation, Crobot, Crystal Lake, Crossfaith, Decapitated, Deicide, Demolition Hammer, Fifth Angel, Firewind, Flotsam and Jetsam, Hell City, Helstar, Hypocrisy, Mayhem, Meshuggah, Metal Church, Myrkur, Napalm Death, Nervosa, Off the Cross, Of Mice & Men, Opeth, Powerwolf, Queensryche, Prong, Rose Tattoo, Rotting Christ, Sacred Reich, Sanctuary, Saxon, Sodom, Soilwork, Soulfly, TesseracT, Thin Lizzy, Thy Art Is Murder, Unleashed, Uriah Heep, Vio-lence, Voivod, Wayward Sons

### 2020
Das Festival wurde wegen der COVID-19-Pandemie abgesagt. Angekündigt waren: 1914, Acid, Phlip H. Anselmo & The Illegals, Anthrax, As I Lay Dying, Atomic Vulture, Behemoth, Benediction, Bizkit Park, Black Mirrors, Bloodywood, Burning Witches, Butcher Babies, Carneia, Cradle of Filth, Cyclone, The Darkness, Dark Tranquillity, Darkest Hour, Darod, Destruction, Dirkschneider, Dirty Rotten Imbeciles, Dyscordia, Eluveitie, Emperor, Enslaved, Erode to Greed, Evil Invaders, Exorder, Funeral Dress, Gloryhammer, Gotthard, Grotto, Growing Horns, Haester, Hatebreed, Hatriot, Havok, Katatonia, King Hiss, Kobra and the Lotus, Kvelertak, Lacuna Coil, Life of Agony, Loudblast, Loudness, Madball, Marduk, Monkey3, Monolord, Moonspell, Motsus, Municipal Waste, My Diligence, Necrophobic, Ostrogoth, Pentagram, Ratt, Rawdriguez, Red Fang, Uli Jon Roth, Ryker’s, Saille, Satan, Satyricon, Seven Witches, Sick of It All, Stake, Static-X, Suicidal Angels, Sunpower, Thundermother, Tarja Turunen, Uada, The Vintage Caravan, Vio-lence, Von Detta, Wiegedood, Witch, Wolves in the Throne Room, Your Highness

### 2021
After All, Alkerdeel, Artillery, Asphyx, Atomic Vulture, At the Gates, Amenra, Bark, Brutus, Bizkit Park, Black Mirrors, Burning Witches, Carneia, Channel Zero, Cowboys and Aliens, Cyclone, Dark Tranquillity, Destruction, Dirkschneider, Doro, Drakkar, Dyscordia, Eclipse, Eluveitie, Emperor, Epica, Eternal Breath, Evil Invaders, Feed, Fireforce, Fleddy Melculy, Funeral Dress, The Grave Brothers, Growing Horns, Haester, Heilung, Huracan, Hypocrisy, Jinjer, Killer, King Hiss, Kissin’ Dynamite, Kreator, Lalma, Loudblast, Marduk, Mayhem, Monkey3, Moonspell, Necrotted, Omnium Gatherum, Orden Ogan, Ostrogoth, Powerstroke, Psychonaut Raven, Rawdriguez, Russkaja, Ryker’s, Seven Witches, Sloper, Spoil Engine, Stake, Suicidal Angels, Tarja, Thorium, Thundermother, Thurisaz, Tim’s Favourite, Unleash the Archers, The Vintage Caravan, Vio-lence, White Heat, Wiegedood

### 2022
1914, Abbath, Aborted, Accept, Amaranthe, Angel Crew, April Art, Arch Enemy, As I Lay Dying, Bark, Bear, Benediction, Bloodywood, Butcher Babies, Cannibal Corpse, Carcass, Cattle Decapitation, Cobra the Impaler, Cyclone, Dark Funeral, The Darkness, Daroo, Death Angel, Diamond Head, Dozer, Dress the Dead, Electric Callboy, Enslaved, Ethereal Darkness, Evil Invaders, Exhorder, Exodus, EyeHateGod, Fractured Insanity, Funeral Dress, Gotthard, Grotto, Hangman’s Chair, Harakiri for the Sky, Heathen, Hemelbestormer, Hippotraktor, Ignite, Igorrr, Ill Niño, Insomnium, Katatonia, Killthelogo, King Buffalo, Korpiklaani, Krisiun, Lacuna Coil, Lethal Injury, Liar, Life of Agony, Lorna Shore, Loudness, Marche Funebre, Mgła, Misery Index, Monolord, Mordkaul, Motsus, My Oligence, My Sleeping Karma, Napalm Death, Necrophobic, The Night Flight Orchestra, Ori, Pallbearer, Panzerfaust, Parasite Inc., Pentagram, Peter Pan Speedrock, Powerstroke, Pro-Pain, The Raven Age, Rivers of Nihil, Uli Jon Roth, Saille, Satan, Sick of It All, Sólstafir, Speed Queen, Stöner, Stratovarius, Suffocation, Suicidal Angels, Temptations for the Weak, Tesseract, Testament, Thanatos, Trauma, Turbowarrior of Steel, Uada, Unearth, Urne, Vandenberg, Vended, Vio-lence, Voivod, Vola, Von Detta, Warhead, Warkings, Watain, Der Weg einer Freiheit, Wild Heart, Wo Fat, Wolvennest, Woyote, Your Highness, Venom Inc.

### 2023
Acid King, Aeveris, Agnostic Front, Alestorm, Amorphis, Angelus Apatrida, Annisokay, Archspire, Belphegor, Biohazard, Bleed from Within, Blind Guardian, Bloodbath, Brand of Sacrifice, Brutal Sphincter, Brutus, Bury Tomorrow, Celeste, Converge, Cult of Luna, Death Before Dishonor, Decapitated, Deicide, Depressive Age, Dismember, Do or Die, Drain, Dying Fetus, Dynazty, Elder, Electric Callboy, Eleine, EvilDead, Exciter, The Exploited, Fifth Angel, Forbidden, Frozen Soul, Gaahls Wyrd, Gaerea, Gatecreeper, Gaupa, Gloryhammer, Gnome, Godflesh, Grave Digger, H.E.A.T, Heaven Shall Burn, Hexa Mera, Holy Moses, Hypocrisy, I Am Morbid, Immolation, Iron Mask, Jag Panzer, Kataklysm, Killswitch Engage, King 810, Kludde, KK’s Priest, La Muerte, Macreation, Mad Sin, Madball, Mantah, Metal Church, Midnight, My Diligence, Obituary, Overkill, Possessed, Powerwolf, Predatory Void, Prong, Psychlona, Psychonaut, Reject the Sickness, Riot V, Rise of the Northstar, Russian Circles, Sacred Reich, Michael Schenker, Schizophrenia, Sepultura, Serial Butcher, Serpents Oath, Shadow of Intent, Slapshot, Slaughter the Giant, Slomosa, Sodomized Cadaver, Stake, Svalbard, Taake, Terror, Tribulation, Trivium, Twilight Force, Tygers of Pan Tang, Unleashed, Vicious Rumors, Vital Remains, Vomitory, Wind Rose, Yoth Iria